# Un punto azul pálido (libro)
Un punto azul pálido: Una visión del futuro humano en el espacio es un libro de Carl Sagan en el cual mezcla filosofía y ciencia para lograr una emocionante, educativa e ilustrada perspectiva sobre el lugar de la especie humana en el universo. La historia de cómo estos conocimientos permiten dar un vistazo a un posible futuro de los humanos en el espacio. Es considerado secuela de su otro libro Cosmos, y está inspirado en una fotografía de la Tierra tomada por la nave espacial Voyager 1 en 1990 a una distancia de 6000 millones de kilómetros, cuando dicha sonda espacial se disponía a abandonar nuestro Sistema Solar. El libro enseña cómo los avances científicos han revolucionado nuestra comprensión de dónde estamos y quiénes somos, desafiándonos a que valoremos la manera como vamos a utilizar estos conocimientos en nuestro verdadero lugar en el cosmos.

Dentro de un milenio nuestra época se recordará como el tiempo en que nos alejamos por primera vez de la Tierra y la contemplamos desde más allá del último de los planetas, como un punto azul pálido casi perdido en un inmenso mar de estrellas
Carl Sagan, Un punto azul pálido: Una visión del futuro humano en el espacio

## Resumen
La primera parte del libro examina las afirmaciones hechas a lo largo de la historia de que la Tierra y la especie humana son únicas. Sagan propone dos razones para la persistencia de la idea de un universo geocéntrico, o centrado en la Tierra: el orgullo humano por nuestra existencia, y la amenaza de torturar a los que disentían de ella, sobre todo en la época de la Inquisición romana. Sin embargo, también admite que las herramientas científicas para demostrar que la Tierra orbitaba alrededor del Sol no eran (hasta los últimos cientos de años) lo suficientemente precisas para medir efectos como el paralaje, lo que dificultaba a los astrónomos demostrar que la teoría geocéntrica era falsa.

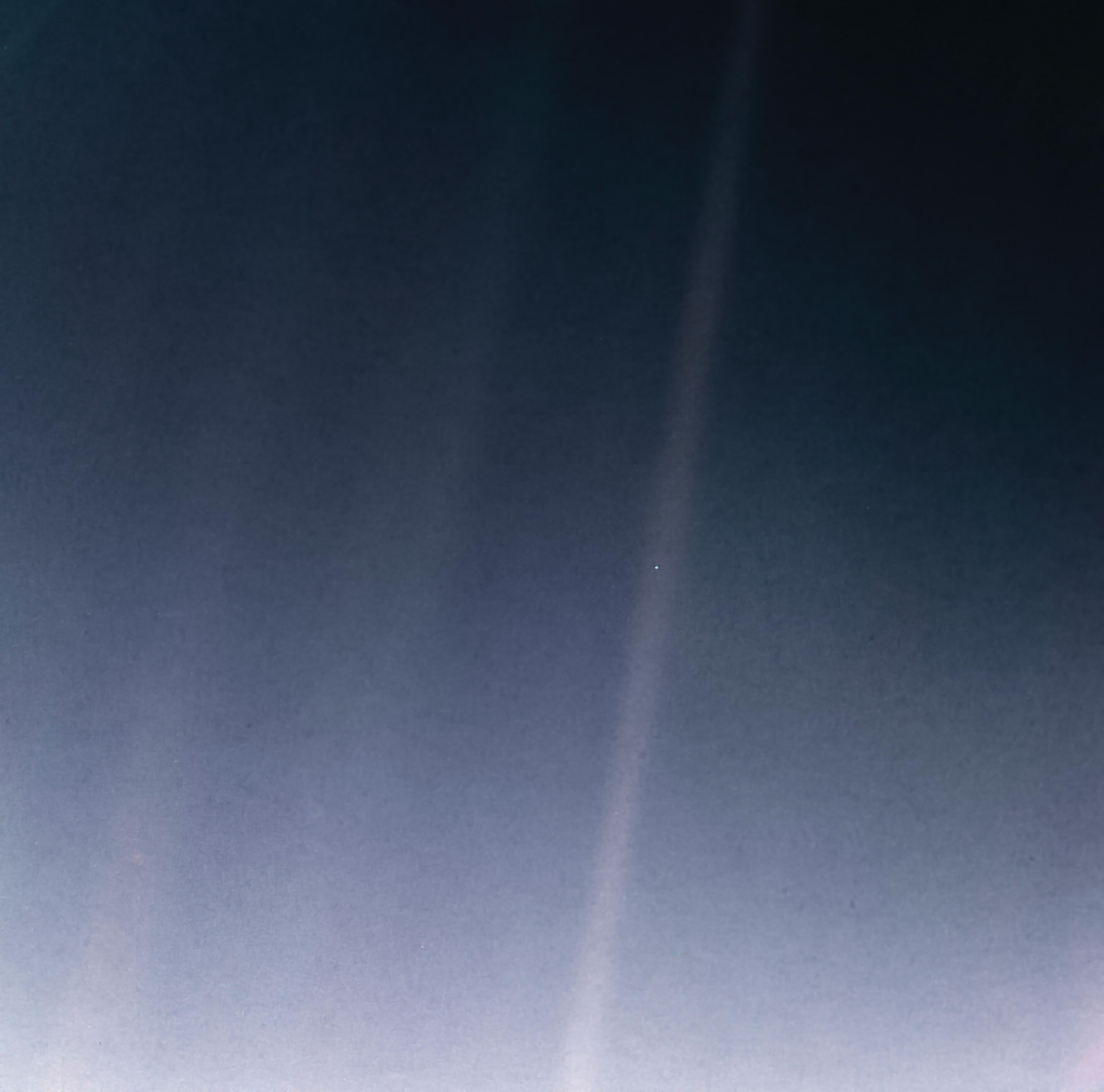
El "Punto Azul Pálido" fue reeditado por la NASA en 2020 con motivo del 30º aniversario de las imágenes. Mediante un moderno software de procesamiento de imágenes, se equilibraron el brillo y los colores para realzar la zona que contiene la Tierra.

Tras afirmar que hemos ganado en humildad al comprender que no somos literalmente el centro del universo, Sagan se embarca en una exploración de todo el Sistema Solar. Comienza con un relato del programa Voyager, en el que Sagan fue un científico participante. Describe la dificultad de trabajar con los bajos niveles de luz de los planetas lejanos, y los problemas mecánicos e informáticos que acosaban a las naves gemelas a medida que envejecían, y que no siempre podían ser diagnosticados y arreglados a distancia. A continuación, Sagan examina cada uno de los principales planetas, así como algunas de las lunas -incluyendo Titan, Tritón y Miranda- centrándose en si es posible la vida en las fronteras del Sistema Solar.
Sagan sostiene que el estudio de otros planetas proporciona un contexto para entender la Tierra y proteger el único planeta de la humanidad de una catástrofe medioambiental. Cree que la decisión de la NASA de reducir la exploración de la Luna tras el programa Apolo fue una decisión miope, a pesar de su costo y de la disminución de su popularidad entre el público estadounidense. Sagan afirma que la futura exploración del espacio debería centrarse en las formas de proteger la Tierra y extender la habitabilidad humana más allá de ella. El libro se publicó el mismo año en que el cometa Shoemaker-Levy 9 se estrelló contra Júpiter, un acontecimiento que Sagan utiliza para destacar el peligro que supone para la Tierra un asteroide o un cometa lo suficientemente grande como para causar daños sustanciales si chocara contra la Tierra. Afirma que necesitamos la voluntad política de rastrear los grandes objetos extraterrestres, o nos arriesgamos a perderlo todo. Sagan argumenta que para salvar a la raza humana se debe utilizar la colonización espacial y la terraformación.
Más adelante en el libro, la esposa de Sagan, Ann Druyan, desafía a los lectores a elegir uno de los otros puntos planetarios fotografiados y presentados en el libro, e imaginar que hay habitantes en ese mundo que creen que el universo fue creado únicamente para ellos. Ella comparte la creencia de Sagan de que los humanos no son tan importantes como creen.
La primera edición del libro incluye una amplia lista de ilustraciones y fotografías, muchas de ellas tomadas de archivos públicos de información divulgada por la NASA.